# Rougarou (montaña rusa)

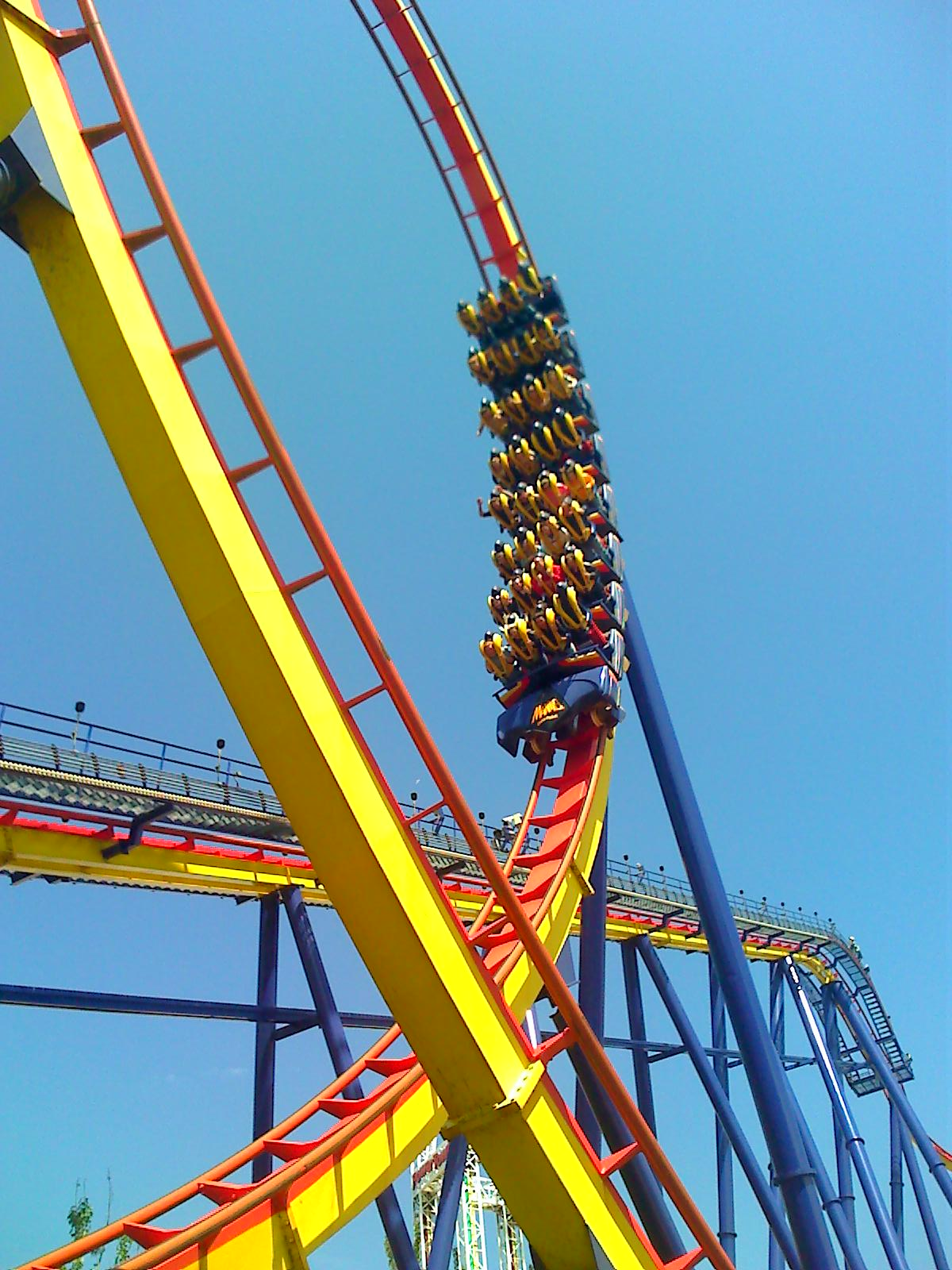
La primera inversión de Rougarou

Rougarou es una montaña rusa sin suelo que se encuentra en el parque de atracciones Cedar Point en Sandusky, Ohio. Anteriormente llamada Mantis, cambió de nombre al pasar de ser una montaña rusa stand up a una floorless. Cuando fue inaugurada batió varios récords relacionados con las montañas rusas del tipo stand up, como el de mayor altura, mayor velocidad, mayor grado de inclinación vertical y mayor número de inversiones.

## Galería de imágenes

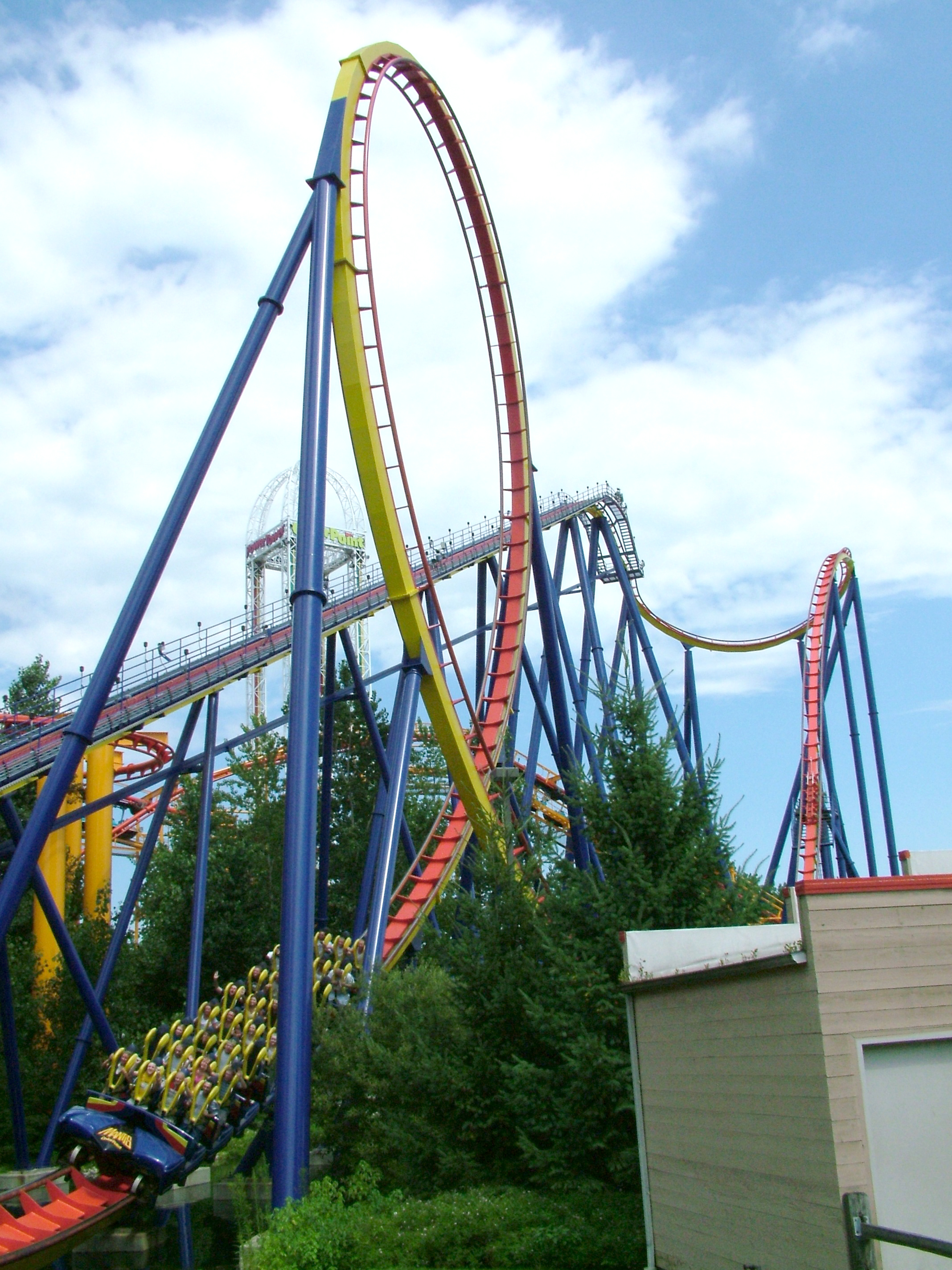
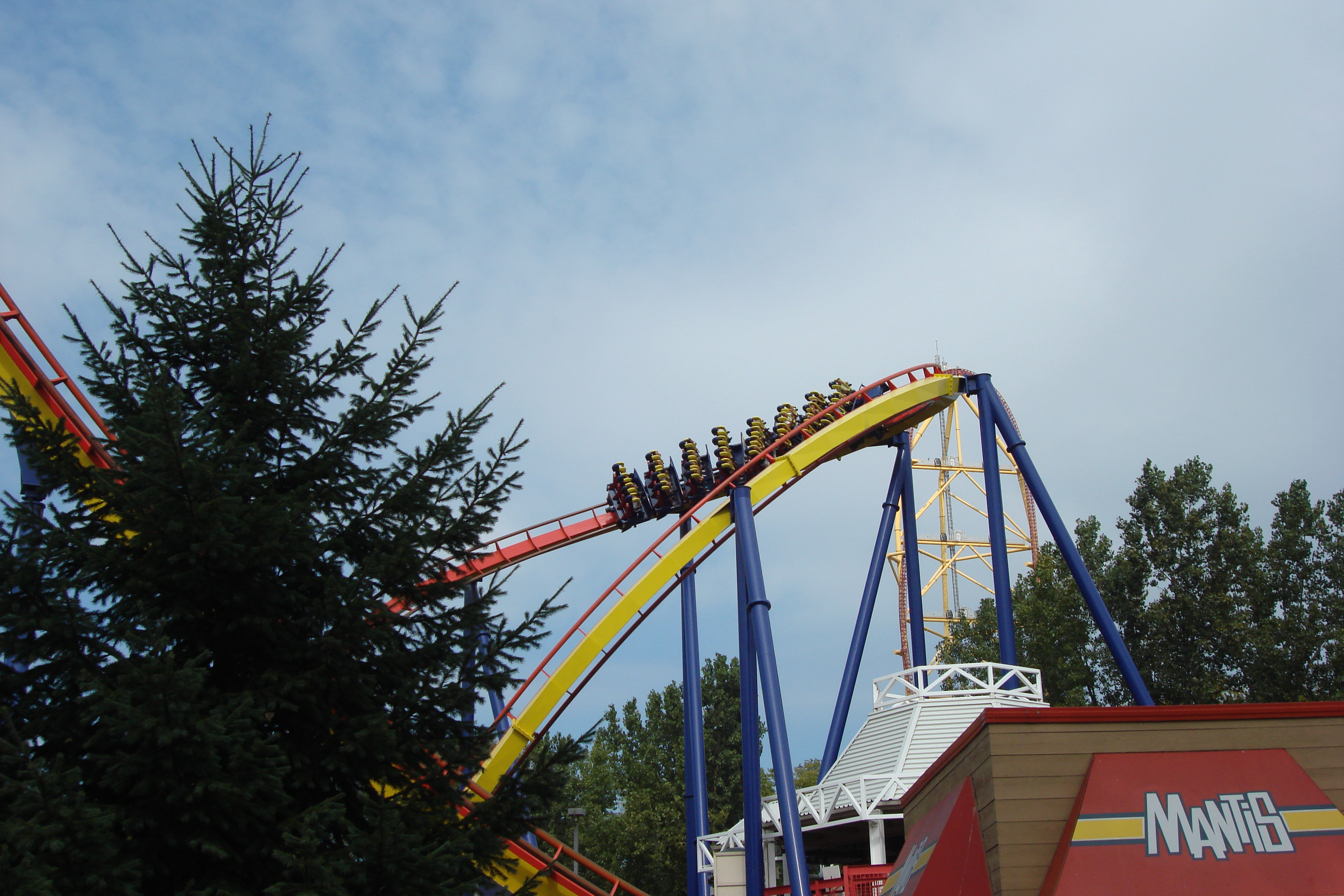
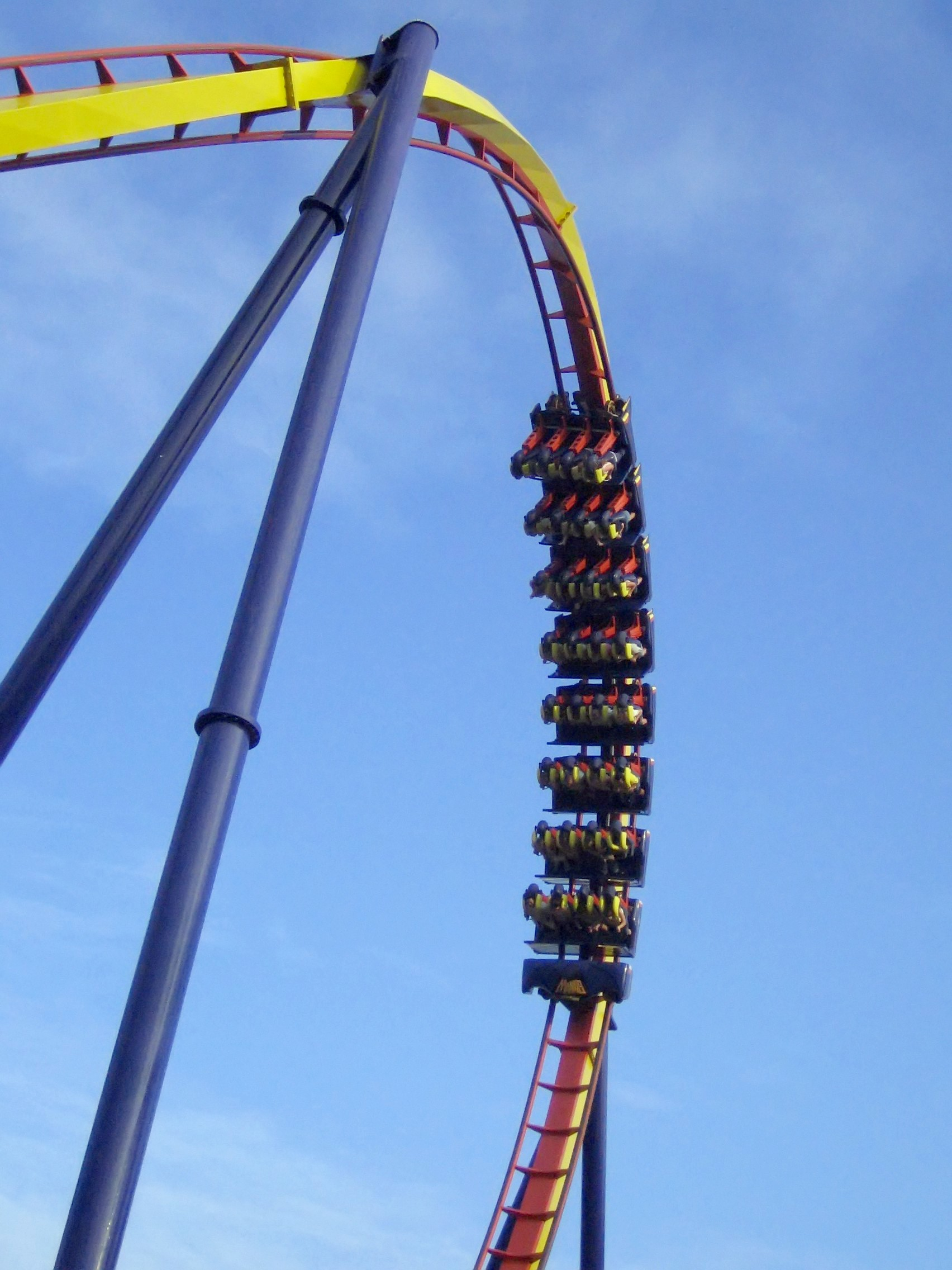
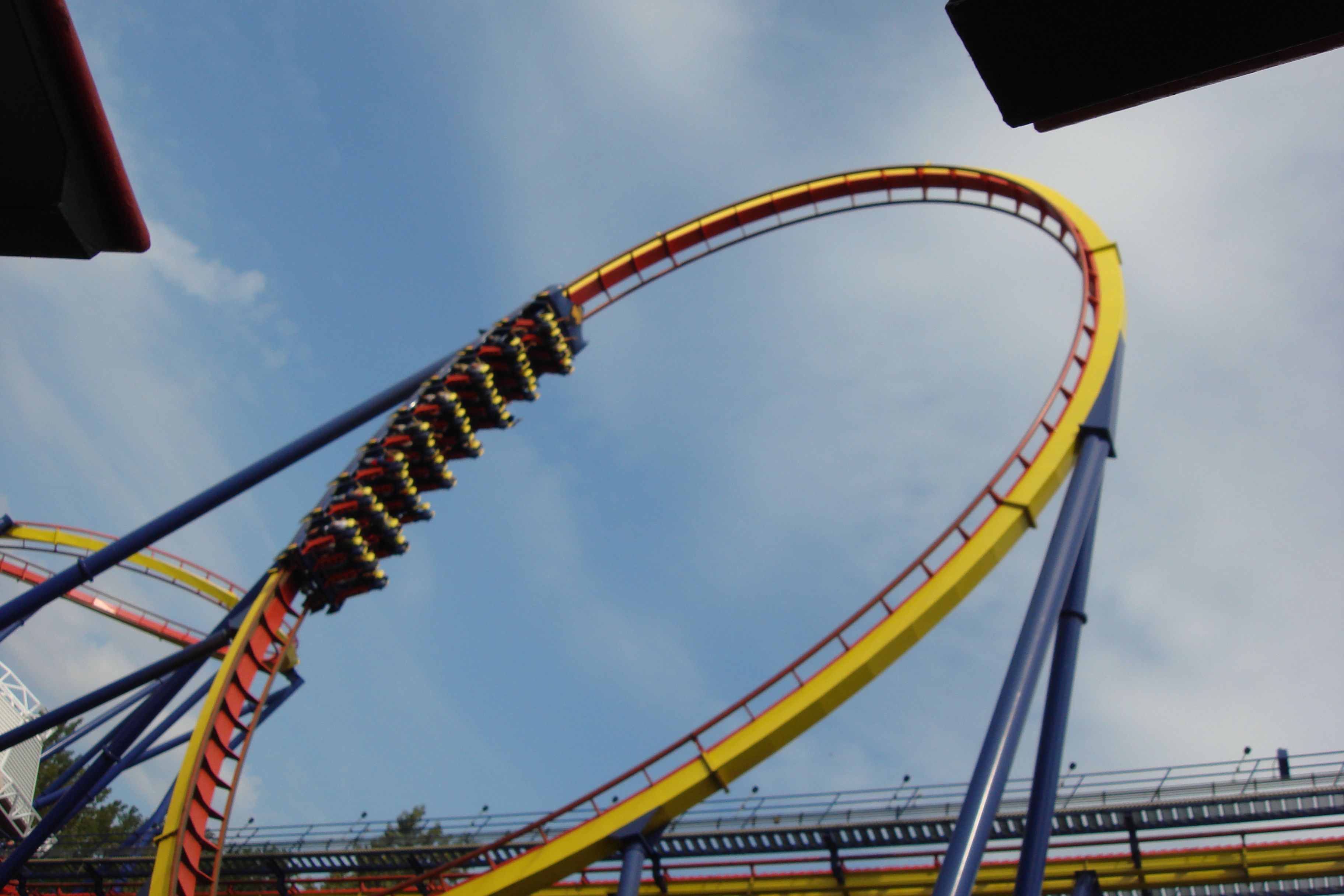
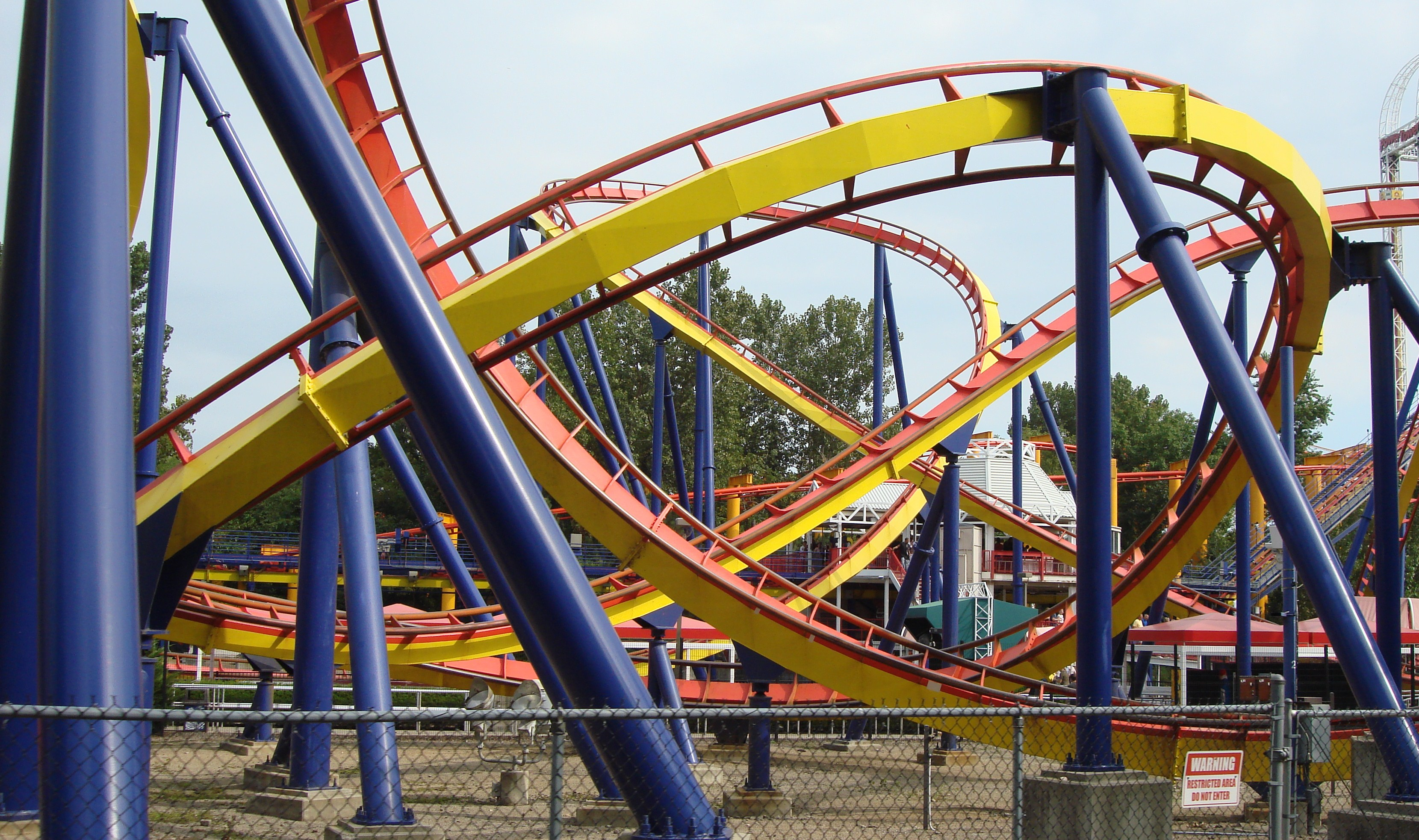

## Ficha
| Localización       | Cedar Point               |
| Tipo               | Acero - Stand-Up (De Pie) |
| Altura             | 44 metros                 |
| Velocidad          | 97 km/h                   |
| Longitud           | 1189 metros               |
| N.º de inversiones | 4                         |